# Antonio Manetti
Antonio di Tuccio Manetti (Florencia, 6 de julio de 1423-ibíd. 26 de mayo de 1497) era un matemático, astrónomo, escritor y arquitecto italiano. Se le reconoce especialmente por ser el biógrafo de Filippo Brunelleschi. Hijo de Tuccio de Marabottino Manetti y Cosa Adimari, en el seno de una familia acomodada de mercaderes. Se desconocen sus estudios, pero se sabe que tuvo educación privada y se conoce su amor por los libros; al punto que creó su propia biblioteca copiando manuscritos; iniciando con Almagesto, un texto de astrología de Gerardo de Cremona. Conservó un almacén de seda en Florencia. Fue por sus estudios que conoció a Filippo Brunelleschi, quien le inculco el interés por la arquitectura; arte en el cual se le considera toda una autoridad aunque es difícil atribuirle la construcción de algún edificio en concreto.